# Industria petrolchimica

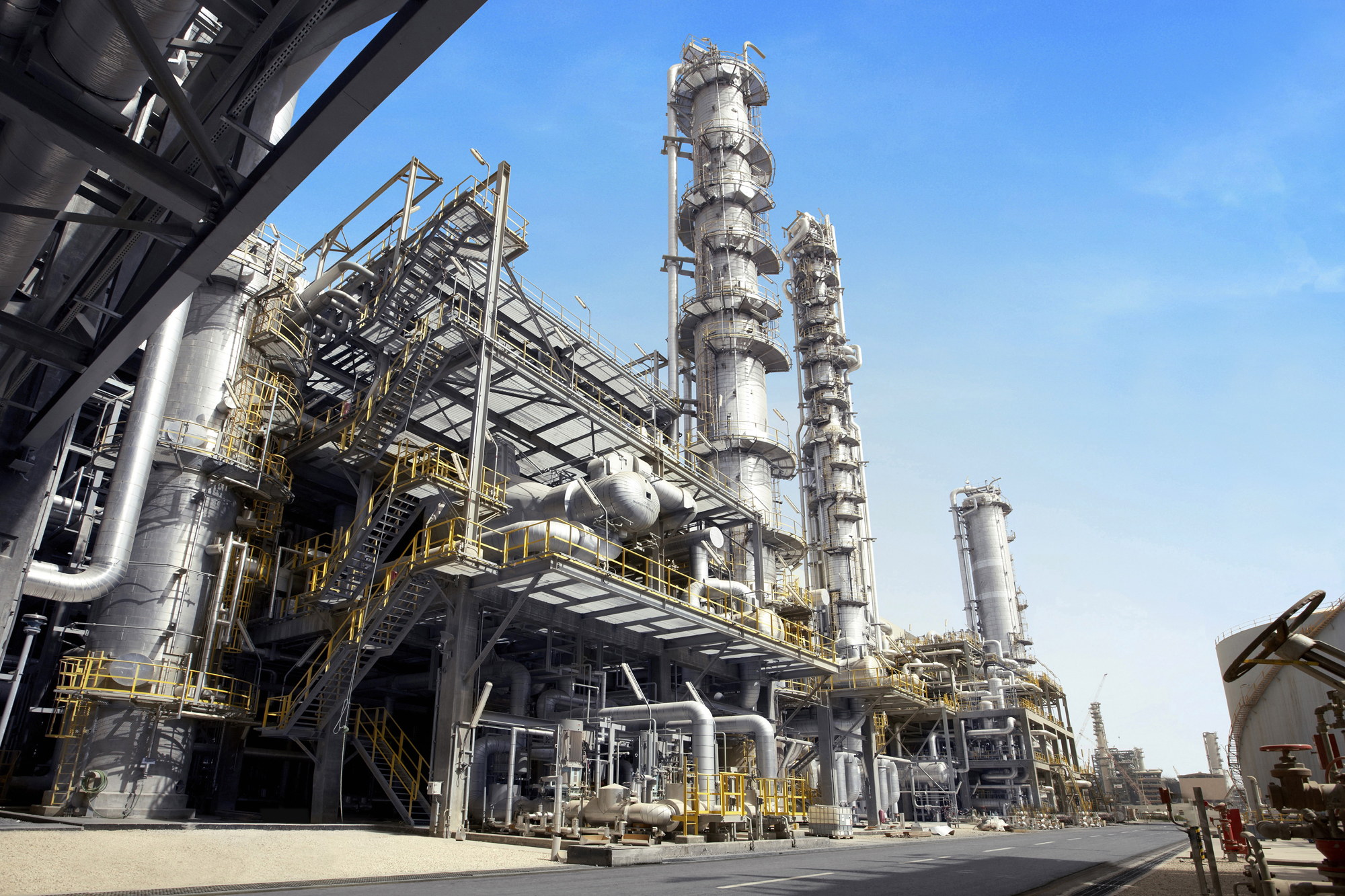
Sezione di un impianto petrolchimico in Arabia Saudita

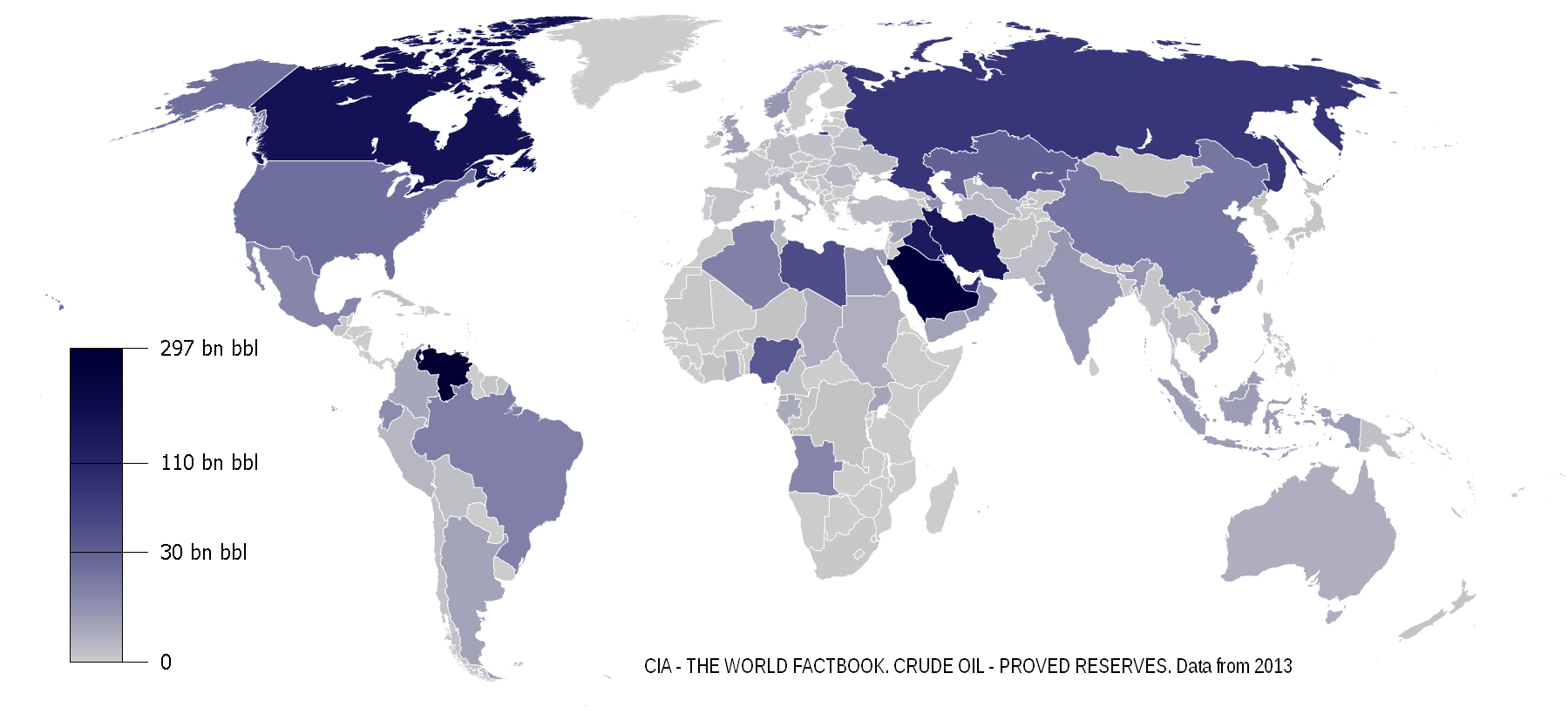
Riserve di petrolio nel mondo

L'industria petrolchimica è quel sottosettore dell'industria che si occupa essenzialmente della produzione di prodotti semilavorati impiegando come materia prima gas naturale o frazioni idrocarburiche provenienti dalla distillazione del petrolio. Caratterizzati da grandi capacità produttive e basso valore aggiunto per unità di prodotto, condizioni favorevoli all'applicazione delle economie di scala, gli impianti petrolchimici si distinguono quindi per le grandi dimensioni il cui limite superiore è dettato essenzialmente dalle tecnologie cantieristiche disponibili e dall'operabilità. I prodotti si definiscono intermedi, in quanto non raggiungono il mercato degli utenti finali o consumatori, ma sono impiegati come prodotto di partenza per la sintesi di altre molecole.

## Reagenti dell'industria petrolchimica

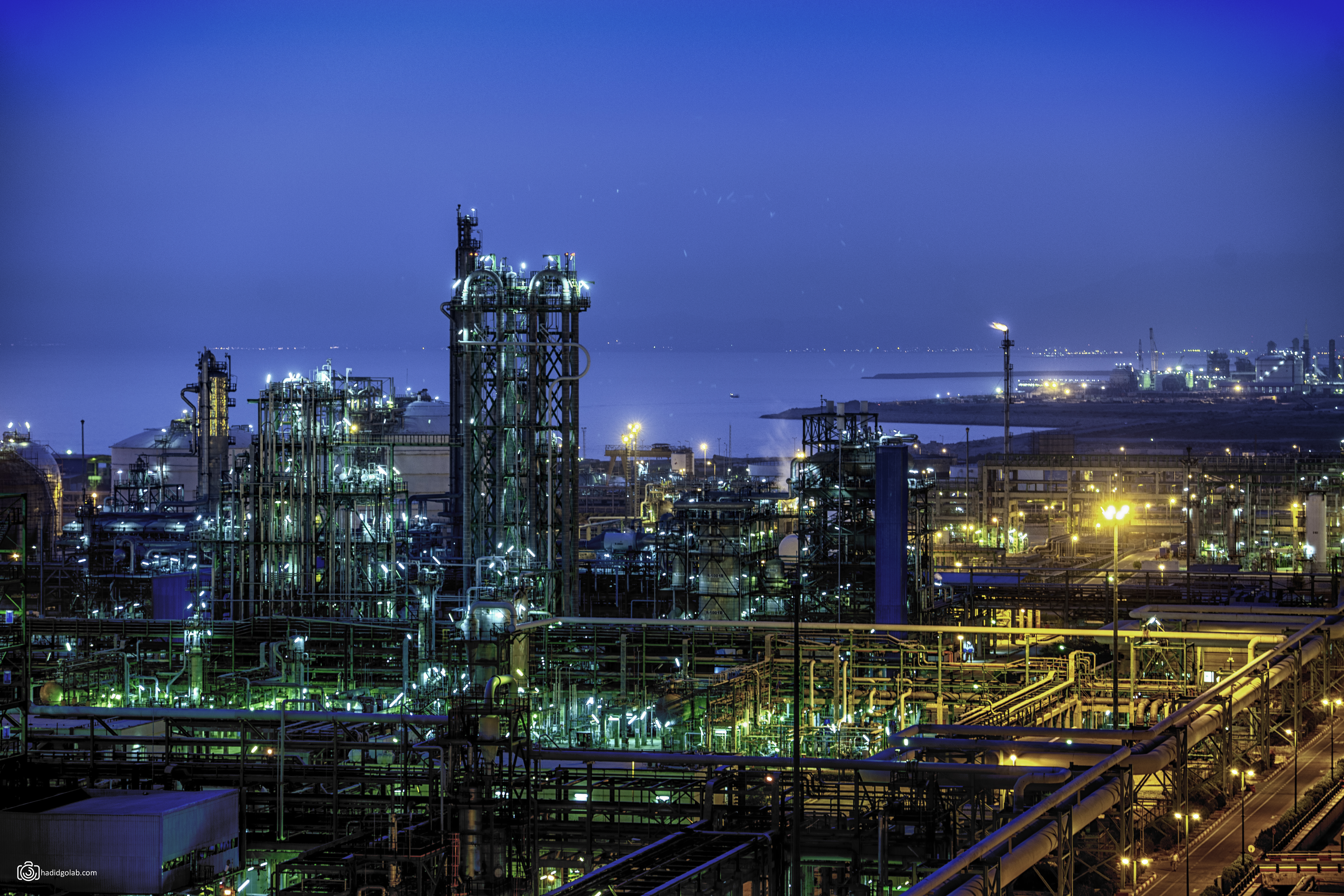
Jampilen Petrochemical co., Asaluyeh, Iran

Le principali sostanze chimiche usate dall'industria petrolchimica per la produzione di altre sostanze sono:
- olefine (etilene, propilene, buteni)
- butadiene
- aromatici (benzene, toluene, xilene)
- gas di sintesi.

## Processi dell'industria petrolchimica
Tra i processi principali dell'industria petrolchimica si ricordano:
- Steam cracking
- Reforming
- Ammonossidazione
- Sintesi dell'acido solforico
- Sintesi dell'acido nitrico
- Sintesi del metanolo
- Sintesi degli idrocarburi alogenati
- Sintesi dell'ammoniaca
- Sintesi dell'urea
- Sintesi dello stirene

### Steam cracking
Il processo dello steam cracking costituisce la fonte primaria di etilene, propilene, buteni a partire da frazioni pesanti di gas naturale (etano, propano, butani, pentani etc.) o frazioni petrolifere grossolane denominate virgin nafta e/o gasoli. L'etilene ed il propilene, oltre alla polimerizzazione ed alla vendita in granuli dei prodotti così ottenuti per la produzione di manufatti, sono impiegati in svariati processi che vanno dalla produzione di etanolo a quella di fibre tessili e gomme. Una corrente in uscita dallo steam cracker è denominata miscela C4 e contiene circa il 50% di butadiene; da questa corrente viene separato il butadiene mediante un processo di distillazione estrattiva. Il butadiene è usato per produrre gomma sintetica.

### Reforming
Fonte delle principali molecole aromatiche, come benzene, toluene, xileni, etilbenzene. Questi prodotti oltre ad essere componenti delle benzine, sono gli intermedi per la produzione di acido benzoico, acidi ftalici, fenolo, acetone. A loro volta questi ultimi sono intermedi (detti secondari) per la produzione di nylon, poliesteri (PET, PBT), detergenti, polimeri ad alte prestazioni come il kevlar o il nomex, prodotti farmaceutici e di chimica fine.

### Ammonossidazione
Fonte di molecole contenenti il gruppo funzionale -CN (o nitrili) come acido cianidrico, acetonitrile, acrilonitrile, prodotti di intermedi per l'industria chimica fine con eccezione dell'acrilonitrile che è la base per la produzione delle fibre tessili acriliche.

### Sintesi del metanolo
Si sintetizza da gas di sintesi (CO + H2) ottenuto principalmente da metano ed acqua. Il metanolo è un intermedio per la produzione di resine fenoliche, melamminiche ed anticongelanti.

### Sintesi degli idrocarburi alogenati
Si producono da metano, etilene, propilene, buteni ed alogeni, impiegati come solventi industriali ed additivi dell'industria della gomma e delle resine sintetiche.

### Sintesi dell'urea
Si produce da anidride carbonica ed ammoniaca. È impiegata nelle resine sintetiche e come fertilizzante.

## Differenza tra processi petrolchimici e processi di raffineria
La distinzione tra "processi petrolchimici" e "processi di raffineria" risiede nella destinazione dei prodotti ottenuti: i prodotti ottenuti dalla raffinazione del greggio infatti sono destinati alla produzione di energia (ovvero vengono impiegati come combustibili), mentre i prodotti dell'industria petrolchimica vengono usati come materiali.